# اچ‌ام‌اس برویک (۱۷۲۳)
اچ‌ام‌اس برویک (۱۷۲۳) (به انگلیسی: HMS Berwick (1723)) یک کشتی بود که طول آن ۱۵۱ فوت (۴۶ متر) بود.